# 이매창
이매창(李梅窓, 1573년 ~ 1610년)은 조선 선조 때의 부안 출신 기생이다. 본명은 향금(香今), 호는 매창(梅窓) 또는 계생(桂生·癸生), 계랑(桂娘·癸娘) 등으로도 불린다. 그녀의 문집인 《매창집》 뒤에 붙인 발문을 보면, 아버지는 부안현(오늘날 부안군)의 아전 이탕종(李湯從)임을 알 수 있다. 

## 작품
문집 《매창집》과 몇몇 시조가 있다. 

## 한국어 번역
- 허경진 옮김, 《김정환 필사본 매창집》, 보고사, 2025년

## 평전
- 김준형, 《이매창 평전》, 한겨레출판사, 2013년
- 허경진, 《매창 평전》, 보고사, 2025년

## 관련시설

### 매창공원
전라북도 부안군 부안읍에 소재하며 경내에 이매창의 묘소가 있다.